# Väiku-Kuikli
Väiku-Kuikli (est. Väiku-Kuikli järv) – jezioro w Estonii, w prowincji Valgamaa, w gminie Karula.  Położone jest na południe od wsi Rebasemõisa. Ma powierzchnię 0,5 ha linię brzegową o długości 259 m, długość 110 m i szerokość 80 m. Sąsiaduje z jeziorami Kuikli, Lajassaarõ, Ahnõjärv, Pautsjärv, Vihmjärv, Suur-Apja. Położone jest na terenie Parku Narodowego Karula.